# Ercsey Julianna
Ercsey Julianna (Nagyszalonta, 1818. május 1. – Budapest, 1885. február 19.) Ercsey ügyvéd és cselédje, Szakmári Erzsébet leánya, Arany János felesége, Arany Juliska és Arany László édesanyja. Testvére Ercsey Sándor ügyvéd, irodalomtörténész.
Házasságon kívül született (régi szóhasználattal: törvénytelen) leány volt, az anyakönyvbe így írták be nevét: „Szakmári Erzsébet fattya”. Az árva helybéli lány 1840. november 19-én Nagyszalontán ment feleségül Arany Jánoshoz, házasságukból két gyermek született: 1841-ben Juliska, majd 1844-ben László. Arany szigorú takarékossággal igyekezett megteremteni családja anyagi alapját, s ebben a törekvésében hű társra talált sokat szenvedett, érzékeny, melegszívű feleségében. 1865 decemberében tüdőbajban elvesztette leányát, Juliskát, majd 1868-tól férjével ők vették át kisgyermekként félárvaságra jutott unokájuk, a hároméves Szél Piroska nevelését.
Amikor férje 1882. október 22-én, hosszas betegeskedés után 65 éves korában meghalt, fiával, Lászlóval és unokájával, Szél Piroskával ők állták körül Arany halálos ágyát. Férjét három évvel élte túl, 1885-ben halt meg Budapesten. A Fiumei úti Nemzeti Sírkertben (Kerepesi temetőben) temették el.

## További információk

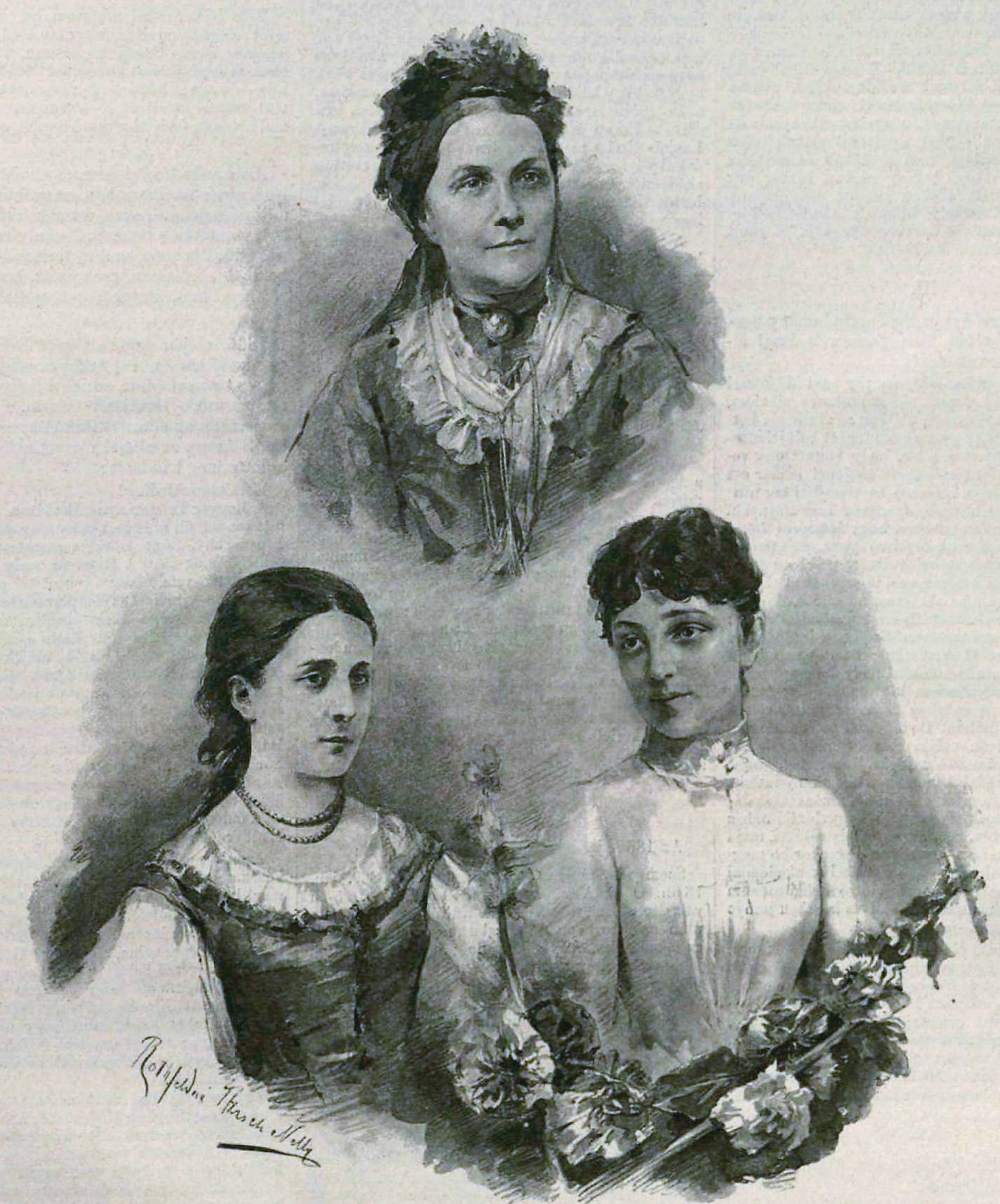
Az Arany család nőtagjai: Arany Jánosné Ercsey Julianna, Szélné Arany Juliska és Szél Piroska